# José Luis Merino Boves
José Luis Merino Boves (Madrid, 10 de juny de 1927) és un director de cinema i guionista espanyol.

## Biografia
En els anys 50 va ser ajudant de direcció per a Antonio del Amo, Pedro Lazaga, Francesc Rovira-Beleta o César Fernández Ardavín. Debutà com a director junt a Mateo Cano a la pel·lícula Aquellos tiempos del cuplé, pel·lícula escrita per Alfonso Paso i protagonitzada per Lilian de Celis. La seva pel·lícula següent, El vagabundo y la estrella, de nou dirigida junt a Mateo Cano, fou protagonitzada pel tenor canari Alfredo Kraus. Més endavant va dirigir pel·lícules d'aventures -Robin Hood, el arquero invencible, El Zorro de Monterrey-, de cinema bèl·lic -La batalla del último Panzer, Comando al infierno, Consigna: matar al comandante en jefe-, de terror -Ivanna, La orgía de los muertos- o de spaghetti western -Frontera al sur, Réquiem para el gringo, La muerte busca un hombre, 7 cabalgan hacia la muerte-, fins a completar una filmografia composta per gairebé una trentena de llargmetratges, sempre comptant amb guions propis. Entre les seves últimes pel·lícules figuren La avispita Ruinasa (1983), comèdia protagonitzada per Jesús Puente i Licia Calderón, que aprofitava l'actualitat del cas de l'expropiació del holding Rumasa;; Gritos de ansiedad (1984), una història d'intriga en la que Lola Forner és una hereva que haurà d'enfrontar-se a un complot organitzat per la seva tia per a embogir-la i Superagentes en Mallorca (1990), història d'acció que comptava amb les germanes Marta Valverde i Loreto Valverde, a més d'amb diversos actors de l'època de les coproduccions i el cinema de gènere, com Frank Braña, Aldo Sambrell o Víctor Israel. Ha aparegut com a actor en petits papers en algunes pel·lícules de José Luis Garci.

## Filmografia

### Director
- 1990 Superagentes en Mallorca
- 1984 Gritos de ansiedad
- 1983 La avispita Ruinasa
- 1983 USA, violación y venganza
- 1982 Dejadme vivir (cortometraje)
- 1979 7 cabalgan hacia la muerte
- 1977 Marcada por los hombres
- 1976 Sábado, chica, motel ¡qué lío aquel!
- 1974 Juan Ciudad: ese desconocido (cortometraje documental)
- 1974 Tarzán en las minas del rey Salomón (como J.L. Merino Boves)
- 1974 Juegos de sociedad
- 1973 La orgía de los muertos
- 1972 La rebelión de los bucaneros
- 1971 El Zorro de Monterrey
- 1971 El Zorro caballero de la justicia
- 1970 La última aventura del Zorro
- 1970 El tigre del Kyber
- 1970 Consigna: matar al comandante en jefe
- 1970 Ivanna
- 1970 La muerte busca un hombre
- 1970 Robin Hood, el arquero invencible
- 1970 Las cinco advertencias de Satanás
- 1969 Comando al infierno
- 1969 La batalla del último Panzer
- 1968 Colpo sensazionale al servizio del Sifar
- 1968 Réquiem para el gringo
- 1967 Frontera al sur (como Joseph Marvin)
- 1966 Por un puñado de canciones
- 1964 Alféreces provisionales
- 1960 El vagabundo y la estrella
- 1958 Aquellos tiempos del cuplé

### Ajudant de direcció
- 1959 El lazarillo de Tormes
- 1957 El andén
- 1957 ...Y eligió el infierno
- 1957 La puerta abierta
- 1957 Llegaron siete muchachas
- 1956 El expreso de Andalucía
- 1956 Cuerda de presos
- 1955 Sierra maldita

### Guionista
- 1990 Superagentes en Mallorca
- 1984 Gritos de ansiedad
- 1983 La avispita Ruinasa
- 1983 USA, violación y venganza
- 1982 Dejadme vivir (cortometraje)
- 1979 7 cabalgan hacia la muerte
- 1977 Marcada por los hombres
- 1976 Sábado, chica, motel ¡qué lío aquel!
- 1975 En la cresta de la ola
- 1974 Juan Ciudad: ese desconocido (curtometratge)
- 1974 Tarzán en las minas del rey Salomón
- 1973 La orgía de los muertos
- 1972 La rebelión de los bucaneros
- 1971 El Zorro de Monterrey
- 1971 Como un ídolo de arena
- 1971 El Zorro caballero de la justicia
- 1970 El tigre del Kyber
- 1970 Consigna: matar al comandante en jefe
- 1970 Ivanna
- 1970 La muerte busca un hombre
- 1970 Robin Hood, el arquero invencible
- 1970 Las cinco advertencias de Satanás
- 1969 Comando al infierno
- 1969 Hora cero: Operación Rommel
- 1969 La batalla del último Panzer
- 1968 La ametralladora
- 1967 Frontera al sur
- 1966 Por un puñado de canciones
- 1964 Alféreces provisionales
- 1960 El vagabundo y la estrella
- 1958 Aquellos tiempos del cuplé

## Premis
En la edició de 1958 de les Medalles del Cercle d'Escriptors Cinematogràfics va rebre el Premi Jimeno per la seva direcció de la pel·lícula Aquellos tiempos del cuplé.